# Der Engel des Todes und der König der Israeliten
Der Engel des Todes und der König der Israeliten ist eine Erzählung aus Tausendundeiner Nacht. In der Arabian Nights Encyclopedia wird sie als ANE 160 gelistet.

## Handlung
Einst saß auf dem Herrscherthron der Kinder Israells ein gewaltiger Tyrann. Eines Tages kam ein Mann in den Palast, der eine widerwärtige Gestalt und ein furchterregendes Aussehen hatte. Der König erschrak vor dem Anblick des Fremden und fragte ihn, wie er es wagen könnte, in seinen Palast einzutreten. Der Fremde erklärte, dass "der Herr des Hauses" ihm Einlass gewährt habe und nichts ihn aufhalten könne, und auch kein Tyrann vor ihm sicher sei.
Da erkannte der König mit Schrecken, dass es sich um den Engel des Todes handelte und bat ihn um einen Tag Aufschub, um seine Angelegenheiten zu regeln und für die Vergebung seiner Sünden bitten zu können. Doch der Engel verwährte ihm den Tag, genauso wie auch nur eine Stunde Aufschub. Da fragte der König, wer bei ihm sein werde, wenn er zu Grabe getragen werde und der Engel erwiderte, dass es nur seine Werke sein werden.
„Ich habe keine Werke“, sagte der König und der Engel bejahte und erklärte dem König, dass seine letzte Stätte im Feuer der Hölle unter dem Zorn Gottes sein werde. Der Engel nahm dem König seine Seele und der stürzte tot zu Boden. Da erhob sich im Volk ein lautes Getöse, freudige Stimmen erklangen und Weinen und Schreien endete.

## Hintergrund
Die Erzählung ist in den ägyptischen Manuskripten (Bulaq I) und den frühen Druckausgaben enthalten, mit Ausnahme der Breslauer Ausgabe.  Auf die Kalkutta-II-Ausgabe griffen für ihre Übersetzungen Richard Burton und Enno Littmann zurück.
Außerhalb von Tausendundeine Nacht findet sich die Geschichte auch im Fürstenspiegel (al-Tibr al masbuk), der al-Ghazali (gest. 1111) zugeschrieben wird.

## Ausgaben
- Enno Littmann: Die Erzählungen aus den tausendundein Nächten, Insel Verlag, Frankfurt 1968 (Erstausgabe 1922–1928), Band 3, S. 702f.